# Mas Fàbregas de l'Hostal Nou
Mas Fàbregas de l'Hostal Nou és una masia de Riudellots de la Selva (Selva) inclosa a l'Inventari del Patrimoni Arquitectònic de Catalunya.

## Descripció
El Mas Fàbregas en l'actualitat ha quedat situat al mig d'un nus viari entre la N-II i la carretera que porta a l'autopista, l'Aeroport de Girona i l'inici de l'Eix Transverssal.
Es tracta d'una masia de planta rectangular, dues plantes i vessant a laterals. El portal d'entrada que és rectangular amb llinda monolítica porta la inscripció de 1661 i està desplaçat respecte al vèrtex de la coberta. Les obertures del primer pis són emmarcades amb pedra amb relleu d'arc conopial decorat i ampit motllurat. La resta d'obertures originals també són emmarcades amb pedra, però n'hi ha d'altres que s'han anat obrint al llarg del temps i són rectangulars senzilles.
La vessant dreta de la coberta és més llarga que l'esquerra la qual té un cos adossat una mica més alt que trenca la caiguda de la teulada. L'any 2004 es va ensorrar part de la coberta i es va substituir per planxa ondulada d'uralita. A l'extrem hi ha un porxo de rajols destinat a magatzem i corral.
L'interior no ha sofert cap intervenció i es troba en molt mal estat. Es conserven l'embigat de fusta i el paviment originals.
Prop de la masia hi ha diverses edificacions destinades a l'explotació ramadera.